# Rijksbeschermd gezicht Leeuwarden - Hollanderwijk
Gezicht Leeuwarden - Hollanderwijk is een van rijkswege beschermd stadsgezicht in de Hollanderwijk in Leeuwarden in de Nederlandse provincie Friesland. De procedure voor aanwijzing werd gestart op 1 mei 2002. Het gebied werd op 30 juni 2007 definitief aangewezen. Het beschermd gezicht beslaat een oppervlakte van 3,4 hectare.
Panden die binnen een beschermd gezicht vallen krijgen niet automatisch de status van beschermd monument. Wel zal de gemeente het bestemmingsplan aanpassen om nieuwe ontwikkelingen in het gebied te reguleren. De gezichtsbescherming richt zich op de stedenbouwkundige en cultuurhistorische waardering van een gebied en wil het toekomstig functioneren daarvan veiligstellen.